# Duftschuppe

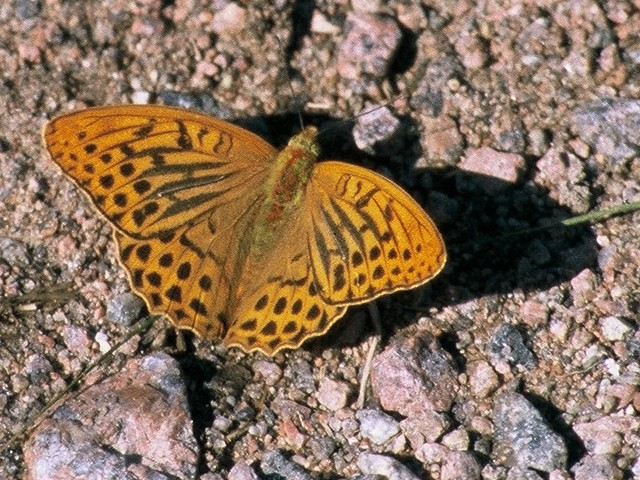
Männchen des Kaisermantels mit vier langgestreckten Duftschuppenflecken (Duftschuppenstreifen) auf jedem Vorderflügel

Als Duftschuppen (Androkonien) werden besondere Schuppen von Schmetterlingen bezeichnet, über die ein von Drüsenzellen abgegebenes artspezifisches Sekret (Pheromon) zur Verdunstung gebracht wird. Pheromone dienen u. a. als Sexuallockstoffe dem Anlocken der Geschlechtspartner; die Duftschuppen befinden sich meist auf den Flügeln, können aber auch auf den Beinen sitzen wie z. B. bei den Wurzelbohrern. Die Duftschuppen finden sich häufig bei männlichen Faltern und sind oft mit Haarbüscheln versehen sowie an bestimmten Stellen konzentriert, was dann als Duftschuppenfleck (Androkonienfeld) bezeichnet wird und ein wichtiges Merkmal zur Bestimmung der Art liefert.
Typisches Beispiel für einen Falter in Mitteleuropa mit ausgeprägten Duftschuppenflecken ist das Männchen des Kaisermantels.